# خفيتشا كفاراتسخيليا
خفيشا كفاراتسخيليا (بالجورجية: ხვიჩა კვარაცხელია؛ مواليد 12 فبراير 2001) لاعب كرة قدم جورجي يلعب في مركز الجناح مع نادي باريس سان جيرمان في الدوري الفرنسي و‌منتخب جورجيا.

## مسيرته الكروية

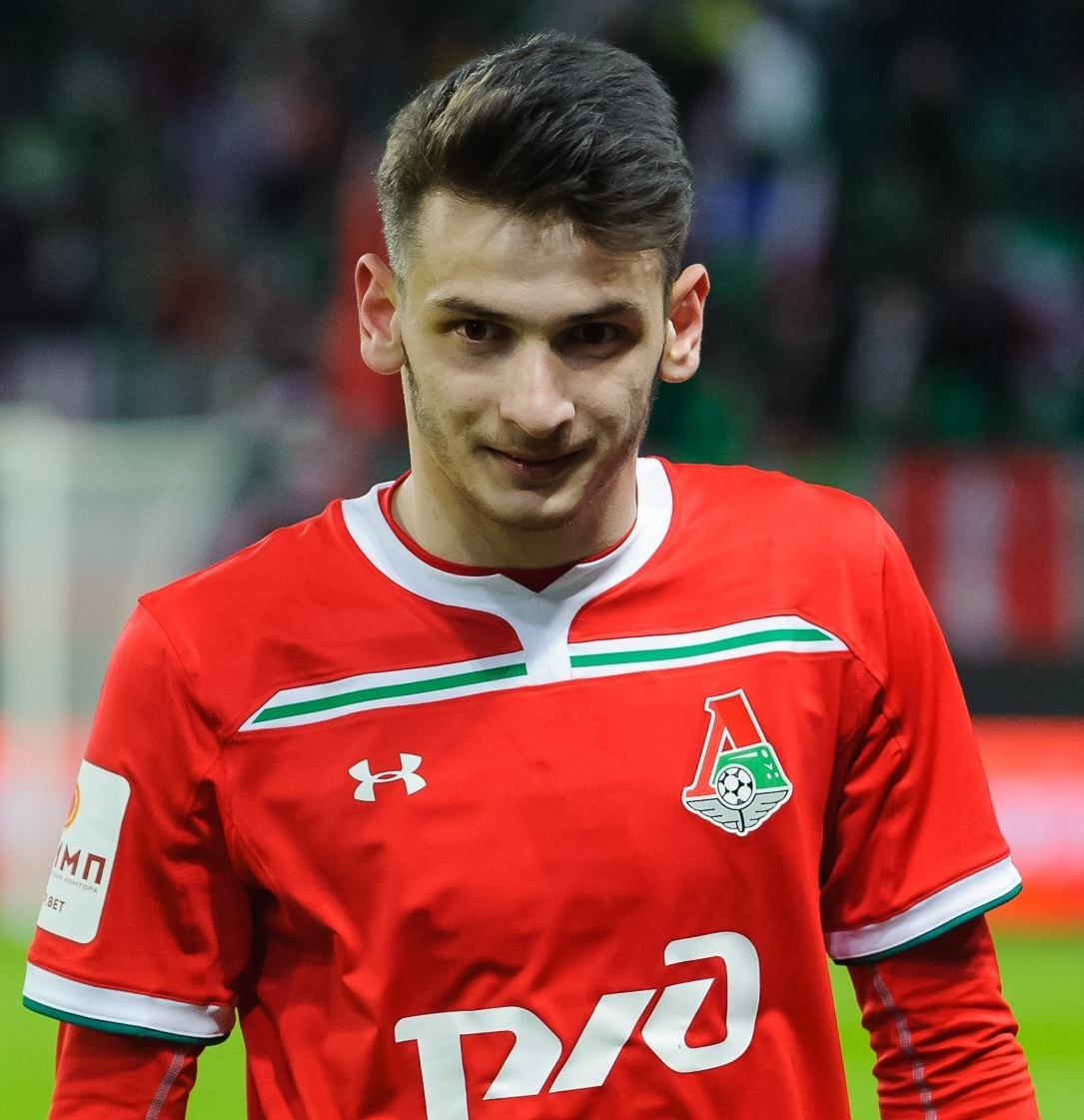
خفيتشا كفاراتسخيليا مع لوكوموتيف موسكو في نهائي كأس روسيا

ولد خفيشا كفاراتسخيليا في مدينة تبليسي عاصمة جورجيا في 12 من فبراير من عام 2001 وكانت عائلته تعشق كرة القدم فأحبها خفيشا كباقي أفراد أسرته.
في أندية الشباب
كان لاعب في نادي دينامو تبليسي للشباب قبل الانتقال إلى روسيا.
لوكوموتيف موسكو
في 15 فبراير من 2019 أنتقل كفاراتسخيليا إلى نادي لوكوموتيف موسكو على سبيل الإعارة، ظهر لأول مرة في الدوري الروسي الممتاز في مارس من عام 2019 في مباراة ضد أنجي محج قلعة حيث دخل كبديل في الدقيقة 86 من المباراة.
روبين كازان
في 6 يوليو من عام 2019 أنتقل كفاراتسخيليا من لوكوموتيف إلى روبين كازان في صفقة مدتها 5 سنوات وشارك لأول مرة معه في 15 يوليو من عام 2019 والتي كانت المباراة مع ناديه السابق لوكوموتيف موسكو والتي أنتهت 1-1 حيث دخل في الشوط الثاني وأحرز هدف التعادل.

## مسيرته الدولية
لعب مع مختلف فئات جورجيا العمرية، وحاليا يمثل منتخب جورجيا الأول الذي أستدعي له في عام 2019 وسجل معه 3 أهداف ضد مقدونيا الشمالية 1-1، وضد إسبانيا 1-2، وضد اليونان 1-1، وكان أول ظهور له مع جورجيا في تصفيات اليورو في 2019 أمام جبل طارق.

## حياته الشخصية
خفيشا كفاراتسخيليا هو نجل لاعب منتخب أذربيجان السابق بدري كفاراتسخيليا كما وأعلن قبل مباراة جورجيا وإسبانيا أنه يشجع ريال مدريد وأنه يحلم باللعب معه.

## الإنجازات
لوكوموتيف موسكو
- كأس روسيا: 2018–19[3]

نابولي
- الدوري الإيطالي: 2022–23[4]، 2024–25

باريس سان جيرمان
- الدوري الفرنسي: 2024–25
- كأس فرنسا: 2024–25
- كأس الأبطال الفرنسي: 2024
- دوري أبطال أوروبا: 2024–25
- كأس السوبر الأوروبي: 2025

الفردية
- أفضل لاعب شاب في الدوري الروسي الممتاز: 2019–20، 2020–21[5]
- أفضل جناح أيسر في الدوري الروسي الممتاز: 2020–21[6]
- لاعب العام في جورجيا: 2020،[7] 2021،[8] 2022[9]
- لاعب الشهر في الدوري الإيطالي: أغسطس 2022،[10] فبراير 2023،[11] مارس 2023[12]
- هدف الشهر في الدوري الإيطالي: مارس 2023[13]
- أفضل لاعب في الدوري الإيطالي: 2022–23[14]

## وصلات خارجية
- خفيتشا كفاراتسخيليا على موقع الاتحاد الدولي (مؤرشف)  (الإنجليزية)
- خفيتشا كفاراتسخيليا على موقع الاتحاد الأوربي (الإنجليزية)
- خفيتشا كفاراتسخيليا على موقع إي إس بي إن إف سي (الإنجليزية)
- خفيتشا كفاراتسخيليا على موقع قاعدة بيانات كرة القدم.إي يو (الإنجليزية)
- خفيتشا كفاراتسخيليا على موقع ليكيب (الفرنسية)
- خفيتشا كفاراتسخيليا على موقع ناشيونال فوتبول تيمز (الإنجليزية)
- خفيتشا كفاراتسخيليا على موقع Soccerbase.com (لاعب) (الإنجليزية)
- خفيتشا كفاراتسخيليا على موقع Soccerway.com (الإنجليزية)
- خفيتشا كفاراتسخيليا على موقع عالم كرة القدم.نت (الإنجليزية)
- خفيتشا كفاراتسخيليا على موقع AS.com (الإسبانية)